# Мишарина, Любовь Ивановна
Любо́вь Ива́новна Майорова (Мишарина) (22 апреля 1986 года, Сыктывкар) — российская лыжница, трёхкратная чемпионка Сурдлимпийских игр, многократная чемпионка России. Заслуженный мастер спорта России.

## Биография
Родилась и выросла в Сыктывкаре. Росла активной девочкой, что и заметил на одном из уроков её учитель физкультуры, после чего предложил заняться спортом. Впервые на лыжи встала в возрасте 13 лет.

## Личная жизнь
Муж — Владимир Майоров, многократный чемпион Сурдлимпийских игр. Дочь — Алиса (род. 2012) и сын Иван (род. 2020).

## Награды и спортивные звания
- Благодарность Президента Российской Федерации (8 апреля 2015 года) — за выдающийся вклад в повышение авторитета Российской Федерации и российского спорта на международном уровне и высокие спортивные достижения на XVIII Сурдлимпийских зимних играх 2015 года[3].
- Заслуженный мастер спорта России (2015).